# 새도둑주머니쥐속
새도둑주머지쥐속(Caenolestes)는 새도둑주머니쥐과에 포함되는 유대류 속의 하나이다. 콜롬비아와 에콰도르, 페루, 베네수엘라 등에서 산다.

## 하위 종
- 회색배새도둑주머니쥐 (Caenolestes caniventer)
- 안데스새도둑주머니쥐 (Caenolestes condorensis)
- 북부새도둑주머니쥐 (Caenolestes convelatus)
- 검은새도둑주머니쥐 (Caenolestes fuliginosus)

## 같이 보기
- 포유류 목록